# Кинг, Яани
Яани Кинг (англ. Yaani King, род. 10 августа 1981) — американская актриса.
Кинг родилась и выросла в Бруклине, Нью-Йорк, в семье выходцев из Южной Африки. Она окончила высшую школу театрального искусства в Линкольн-центре, а затем продолжила образование в Лондоне. После она вернулась в Нью-Йорк, где начала выступать на офф-бродвейской сцене и телевизионных шоу, включая «Закон и порядок» и «Секс в большом городе». В 2004 году она сыграла лучшую чёрную подругу белой героини в фильме «Принц и я». 
В 2007 году Кинг переехала в Лос-Анджелес, где появлялась в «Мыслить как преступник», «C.S.I.: Место преступления» «Говорящая с призраками». С 2009 по 2010 год она снималась на регулярной основе в сериале TNT  «Спасите Грейс» с Холли Хантер. После она появлялась в «Безумцы», «Особо тяжкие преступления» и «Морская полиция: Спецотдел». В 2014 году Кинг снялась в телефильме Lifetime о гражданской войне «Бухта спасения» производства Николаса Спаркса, играя раба на плантации. В 2015 году она взяла на себя второстепенные роли в прайм-тайм мыльных операх «Имущие и неимущие» и «Кровь и нефть».

## Фильмография
| Год  | Название на русском         | Название на английском        | Роль              | Примечания             |
| ---- | --------------------------- | ----------------------------- | ----------------- | ---------------------- |
| 2003 | Темная сторона страсти      | In the Cut                    | Frannie's student |                        |
| 2004 | Принц и я                   | The Prince and Me             | Amanda            |                        |
| 2005 | Бог забыл дом               | God's Forgotten House         | Crystal           |                        |
| 2008 | Ради бога                   | For Heaven's Sake             | Ashley            |                        |
| 2008 | Госпел Хилл                 | Gospel Hill                   | Sarah             | Не указана в титрах    |
| 2012 | Последнее падение           | The Last Fall                 | Chris             |                        |
| 2013 | Любовь, секс и Лос-Анджелес | Cavemen                       | Jasmine           |                        |
| 2014 | Бухта спасения              | Deliverance Creek             | Cassie            | Телевизионный фильм    |
| 2015 | Крафт в мести: Мышеловка 2  | Kraft of Revenge: Mousetrap 2 | Mousetrapketeer   | Короткометражный фильм |
| 2020 | Мои волосы хотят убивать    | Bad Hair                      | Sista Soul        |                        |

| Год       | Название на русском        | Название на английском         | Роль              | Примечания                                   |
| --------- | -------------------------- | ------------------------------ | ----------------- | -------------------------------------------- |
| 2002      | Воспитание Макса Бикфорда  | The Education of Max Bickford  | Student           | Эпизод: "I Never Schlunged My Father"        |
| 2002      | Закон и порядок            | Law & Order                    | Monique Thomas    | Эпизод: "Access Nation"                      |
| 2003      | Секс в большом городе      | Sex and the City               | Marcy             | Эпизод: "Pick-A-Little, Talk-A-Little"       |
| 2007      | Леди из кампуса            | Campus Ladies                  | Deborah           | Эпизод: "Barri & Joan Rush a Black Sorority" |
| 2007      | Мыслить как преступник     | Criminal Minds                 | Deborah Lewis     | Эпизод: "Fear & Loathing"                    |
| 2007      | C.S.I.: Место преступления | CSI: Crime Scene Investigation | Sheila Latham     | Эпизод: "Fallen Idols"                       |
| 2008      | 4исла                      | Numb3rs                        | Laurie Porter     | Эпизоды: "End Game" и "Atomic No. 33"        |
| 2009      | Говорящая с призраками     | Ghost Whisperer                | Anne-Marie Ramsey | Эпизод: "Excessive Forces"                   |
| 2009-2010 | Спасите Грейс              | Saving Grace                   | Neely Lloyd       | Регулярная роль, 19 эпизодов                 |
| 2011      | Лицом к стене              | 'Against the Wall              | Tamika            | Эпизод: "Second Chances"                     |
| 2012      | Вегас                      | Vegas                          | Estelle Drew      | Эпизод: "Legitimate"                         |
| 2012      | Округ                      | County                         | Angela            | Пилот                                        |
| 2013      | Безумцы                    | Mad Men                        | Phyllis           | Эпизоды: "Collaborators" и "The Flood"       |
| 2013      | Особо тяжкие преступления  | Major Crimes                   | Mrs. Walker       | Эпизод: "Risk Assessment"                    |
| 2014      | За пределами               | Extant                         | Mom               | Эпизод: "Extinct"                            |
| 2015      | Морская полиция: Спецотдел | NCIS                           | Leandra Perkins   | Эпизод: "Status Update"                      |
| 2015      | Имущие и неимущие          | The Haves and the Have Nots    | Allyah            | Второстепенная роль                          |
| 2015      | Кровь и нефть              | Blood and Oil                  | Ada Eze           | Второстепенная роль                          |